# 湖南國際會展中心
湖南国际会展中心（英語：Hunan International Conference & Exhibition Center），又名芒果馆，是由湖南广播影视集团投资兴建的大型现代化专业展览场馆，也是全国唯一一家由媒体管理和经营的专业会展场馆，位于长沙市金鹰影视文化城内，2002年9月6日建成开展。

## 简介
湖南国际会展中心为两层单体馆，总建筑面积达11万平方米，可设国际标准展位2000个，其中一层展厅面积2.2万平方米，层高9米，可根据需要分隔为四个大厅。二层展厅面积1.8万平方米，层高13-19米，分为D厅、E厅、F厅三个大厅，其中9000平方米的D厅配备定制的全遮光防火幕布，最高能容纳约一万名观众，可用于举办各种大型活动和演唱会。